# Municipio de Albion (Minnesota)
El municipio de Albion (en inglés: Albion Township) es un municipio ubicado en el condado de Wright en el estado estadounidense de Minnesota. En el año 2010 tenía una población de 1255 habitantes y una densidad poblacional de 13,66 personas por km².

## Geografía
El municipio de Albion se encuentra ubicado en las coordenadas 45°11′37″N 94°4′44″O / 45.19361, -94.07889. Según la Oficina del Censo de los Estados Unidos, el municipio tiene una superficie total de 91.9 km², de la cual 84,6 km² corresponden a tierra firme y (7,94 %) 7,3 km² es agua.

## Demografía
Según el censo de 2010, había 1255 personas residiendo en el municipio de Albion. La densidad de población era de 13,66 hab./km². De los 1255 habitantes, el municipio de Albion estaba compuesto por el 98,57 % blancos, el 0,64 % eran afroamericanos, el 0,16 % eran amerindios, el 0,24 % eran asiáticos y el 0,4 % eran de una mezcla de razas. Del total de la población el 0,56 % eran hispanos o latinos de cualquier raza.